# Solothurn
Solothurn (en francès Soleure, en italià Soletta, en romanx Soloturn) és un municipi, capital del cantó de Solothurn (Suïssa), i també cap del districte de Solothurn. L'idioma oficial del cantó en que es troba és l'alemany.

## Personatges il·lustres
- Johann Kyburz, orguener.